# Lijst van vrouwenverenigingen
Een vrouwenvereniging is een verzamelterm voor verenigingen die gecreëerd zijn door en voor vrouwen. De redenen om een dergelijke vereniging op te richten zijn zeer divers.
De verenigingsleden zijn vrijwel altijd vrouwen en de politieke stroming feminisme speelt een belangrijke rol bij de vereniging. De belangrijkste feestdag is op 8 maart, Internationale Vrouwendag. Deze feestdag wordt door veel vrouwenverenigingen onderling gevierd.
Hieronder volgt een beknopte lijst van vrouwenverenigingen.

## Vrouwenverenigingen in Nederland
- Nederlandse Vrouwen Raad
- Vrouwen van Nu
- Vrije Vrouwen Vereeniging
- Tesselschade-Arbeid Adelt, de oudste vrouwenvereniging van Nederland
- Dolle Mina/Baas in eigen buik
- Atria, kennisinstituut voor emancipatie en vrouwengeschiedenis
- Unie Nederlandse Katholieke Vrouwenbeweging
- Coalitie
- Katholiek Vrouwengilde
- Andante
- Nederlandse Katholieke Vrouwenbeweging
- Gereformeerde Vrouwenbond
- Katholiek Vrouwendispuut
- Business and Professional Women The Netherlands
- Nederlandse Vereniging voor Vrouwenbelangen, Vrouwenarbeid en Gelijk Staatsburgerschap

### Vrouwenverenigingen van migranten in Nederland
- Marokkaanse Vrouwen Vereniging Nederland[1], opgericht door o.a. Khadija Arib
- Turkse Vrouwenvereniging in Nederland (HTKB), opgericht door o.a. Maviye Karaman Ince
- Tilburgse Turkse Vrouwenvereniging
- Vereniging van Afrikaanse Vrouwen in Nederland
- Landelijke Federatie van Chinese Vrouwenverenigingen
- Chinese vrouwen vereniging Haarlem
- Roshan Vrouwenvereniging[2]

## Vrouwenverenigingen in België
- Nationale Vrouwenraad
- Chinese Vrouwenvereniging - Antwerpen
- Femma (tot 2012: Katholieke Arbeidersvrouwen)
- Ferm (voor 2020 bekend als het Katholiek Vormingswerk voor Landelijke Vrouwen (KVLV) en de Boerinnenbond)
- Furia
- Marianne
- Rebelle
- Vereniging van Liberale Vrouwen
- Zij-kant
- Alma (CAW Antwerpen)

## Britse vrouwenverenigingen
- Dublin Women's Suffrage Association
- Edinburgh Ladies' Emancipation Society
- Edinburgh National Society for Women's Suffrage
- Irish Women's Franchise League
- Manchester Society for Women's Suffrage
- National Society for Women's Suffrage
- Women's Social and Political Union
- Women Writers' Suffrage League

## Vrouwenverenigingen in de Verenigde Staten
- American Medical Women's Association

## Vrouwenverenigingen in Zuid-Amerika
- Sociedad Cultural Feminina

## Internationale vrouwenverenigingen
- World Union of Catholic Women's Organisations
- International Women's Forum
- International Council of Jewish Women
- Women's International League for Peace and Freedom
- Woman's Christian Temperance Union, een van de eerste organisaties die alcoholverbod propageerden
- International Association of Women Police
- FEMEN
- International Council of Women (Internationale Vrouwenraad)
- Council of Women World Leaders